# Schorbach
Schorbach település Franciaországban, Moselle megyében. Lakosainak száma 541 fő (2022. január 1.). Schorbach Bitche, Hanviller, Hottviller, Lengelsheim és Nousseviller-lès-Bitche községekkel határos.

## Népesség
A település népessége az elmúlt években az alábbi módon változott:
| Lakosok száma | 694  | 636  | 649  | 593  | 551  | 542  | 540  | 540  | 536  | 541  |
|               | 1968 | 1982 | 1990 | 2006 | 2013 | 2015 | 2017 | 2019 | 2020 | 2022 |